# Гуляєв Олексій Михайлович
Олексі́й Миха́йлович Гуля́єв (* 1 березня 1863, Київ — † 27 листопада 1923, Київ) — український правознавець, доктор римського права — 1894, академік ВУАН з 1923.

## Життєпис
Закінчив у 1885 історико-філолологічний факультет Київського університету.
Кандидат права, 1887 відряджений до Берліна для стажування з римського права. З 1890 року — приват-доцент, 1891 — магістр римського права, робота «Передвесільний подарунок в римському праві та в пам'ятках візантійського законодавства»; з того ж року — екстраординарний професор Дерптського університету.
1893, після захисту докторської дисертації, обраний ординарним професором кафедри римського, цивільного та торгового права Київського університету.
1894 року — доктор римського права, робота «Винаймання послуг».
Був членом Київського окружного суду — з 1896, Київської судової палати — з 1903, очолював Київське юридичне товариство. З 1908 року — професор Петербурзького училища правознавства, товариш (помічник) обер-прокурора цивільного касаційного департаменту російського Сенату.
З 1911 року — директор ліцею царевича Миколи у Москві, в 1911—1916 роках — ординарний професор Московського університету. 1916 — сенатор цивільного касаційного департаменту Сенату.
За радянських часів — професор юридичного факультету Київського інституту народного господарства. З 1923 — заступник голови ВУАН; досліджував римське і російське цивільне право.

## Праці
Серед праць — «Про відношення російського цивільного права до римського», 1894. Прихильник позитивістських правових концепцій.
Його праці сприяли становленню цивільного права в Російській імперії як науки і галузі права; одним з перших взявся аналізувати значення загальних принципів цивільного права та ролі сенатської практики в Росії.
Уклав навчальний посібник «Російське цивільне право, Огляд діючого законодавства та проекту громадянського укладення» (видання 1907, 1911, 1912 років); перевидавалися праці про сенат, практику у справах про позови щодо відновлення порушеного володіння.
Написав коментар до ряду розділів Цивільного кодексу УСРР, прийнятого 1924 («Основні положення загальної частини Цивільного кодексу і суб'єкти права за Цивільним кодексом», 1924).
Також серед його робіт:
- «Право загальне та місцеве», 1897,
- «Питання приватного права в проектах законодавчих актів про селян», 1904,
- «Майбутнє селянського землеволодіння», Київ, 1905,
- «Позови про відновлення порушеного права власності», 1910,
- «Тлумачення закону в практиці Цивільного касаційного департаменту Председательствуючого Сенату», 1912,
- «Загальне вчення системи громадянського права в практиці Цивільного касаційного департаменту Председательствуючого Сенату за 50 років», 1915,
- «Матеріали для вчення про володіння по повному зібранню законів», 1915.